# Joaquim Pedro de Andrade
Joaquim Pedro de Andrade (Rio de Janeiro, 25 de maio de 1932 — 10 de setembro de 1988) foi um cineasta brasileiro.

## Biografia
Filho de Rodrigo Melo Franco de Andrade (fundador do IPHAN) e de Graciema Prates de Sá, Joaquim passou a infância no Rio de Janeiro e em Minas Gerais, entre os mais importantes intelectuais brasileiros da época. Manuel Bandeira era tão amigo da família que acabou sendo seu padrinho de crisma.
Em 1950, iniciou graduação em Física na Faculdade Nacional de Filosofia, no Rio, onde frequentava o cineclube do CEC, criado por Saulo Pereira de Melo e Mário Haroldo Martins. Recebeu a influência de Plínio Sussekind Rocha, professor de mecânica analítica, teórico e defensor do cinema mudo e fundador do Chaplin Club.
Nessa época, Joaquim escrevia sobre cinema no jornal da faculdade e chegou a fazer experiências com cinema amador. Namorou Sarah de Castro Barbosa, com quem se casaria mais tarde. Entre as experiências cinematográficas da época, atuou no filme Les Thibault, de Saulo Pereira de Melo, e trabalhou como assistente de direção no curta-metragem Caminhos, de Paulo César Saraceni.
A troca definitiva da física pelo cinema viria em 1957, mas antes de sua primeira experiência profissional como assistente de direção do filme Rebelião em Vila Rica, foi obrigado pelo pai a fazer um estágio em Congonhas, na restauração da obra Os Passos da Paixão, de Aleijadinho.
Seu primeiro filme como diretor foi o curta-metragem O Poeta do Castelo e o Mestre de Apipucos, financiado pelo Instituto Nacional do Livro. O filme registra a intimidade do poeta Manuel Bandeira e a do escritor e sociólogo Gilberto Freyre.
Em 1960 ele produziu o curta-metragem Couro de Gato, filmado no morro do Cantagalo, no Rio de Janeiro, e fotografado por Mário Carneiro. Contemplado pelo governo da França com uma bolsa de estudos, foi estudar cinema na França.
Em 1963, foi convidado para dirigir o documentário Garrincha, Alegria do Povo, ideia de Luís Carlos Barreto, que o produziu e roteirizou, ao lado de Armando Nogueira. Em 1965, fundou a produtora Filmes do Serro e iniciou as filmagens de O Padre e a Moça, com Paulo José e Helena Ignez. Preso pela ditadura militar em 1969 e liberado alguns dias depois, começou a filmar Macunaíma, seu maior sucesso de crítica.
Casou-se pela segunda vez em 1976, com a atriz Cristina Aché com quem teve um casal de filhos e a quem dirigiu em Guerra Conjugal e Contos Eróticos.
Vítima de câncer no pulmão, morreu aos 56 anos, antes de realizar seu projeto de adaptar Casa-Grande & Senzala, de Gilberto Freyre, para o cinema.
Em 2006, durante o Festival Internacional de Cinema de Veneza, foi-lhe dado uma seção especial com uma retrospectiva completa de sua cinematografia. O festival exibiu seis longas-metragens restaurados em formato digital 2K por sua filha, a também cineasta Alice de Andrade.

## Filmografia
Longa-metragens
- Garrincha, Alegria do Povo (1963)
- O Padre e a Moça (1966)
- Macunaíma (1969)
- Os Inconfidentes (1972)
- Guerra Conjugal (1975)
- O Homem do Pau-Brasil (1982)

Curta-metragens
- O Mestre de Apipucos (1959)
- O Poeta do Castelo (1959)
- Couro de Gato (1960) (Posteriormente incluído como segmento do filme Cinco Vezes Favela, de 1962.)
- Cinema Novo (1967)
- Brasília: Contradições de Uma Cidade Nova (1967)
- A Linguagem da Persuasão (1970)
- Vereda Tropical (1977) (Posteriormente incluído como segmento do filme Contos Eróticos, de 1977.)
- O Aleijadinho (1978)